# Suriyothai
Suriyothai (tiếng Thái: ศรีสุริโยทัย, phát âm tiếng Thái: [[sǐː.sùʔ.ríʔ.jōː.tʰāj]]) là một vương hậu phối ngẫu trong thế kỷ 16 Ayutthaya, thời kỳ Xiêm La (nay là Thái Lan). Bà nổi tiếng vì đã từ bỏ cuộc sống của mình trong việc bảo vệ chồng, vua Maha Chakkraphat trong một trận chiến trong Chiến tranh Miến Điện-Xiêm năm 1548.
Somdet Phra (สมเด็จพระ) và Sri (ศรี), phát âm và thường chép Si, là kính cẩn của mình. Tên Suriyothai สุริโยทัย của bà có nghĩa là "bình minh". Nó là từ ghép từ Suriya, trong tiếng Phạn surya सूर्य nghĩa là "mặt trời"; cộng với Uthai tiếng Phạn trong từ Udaya उदय nghĩa là "mọc".

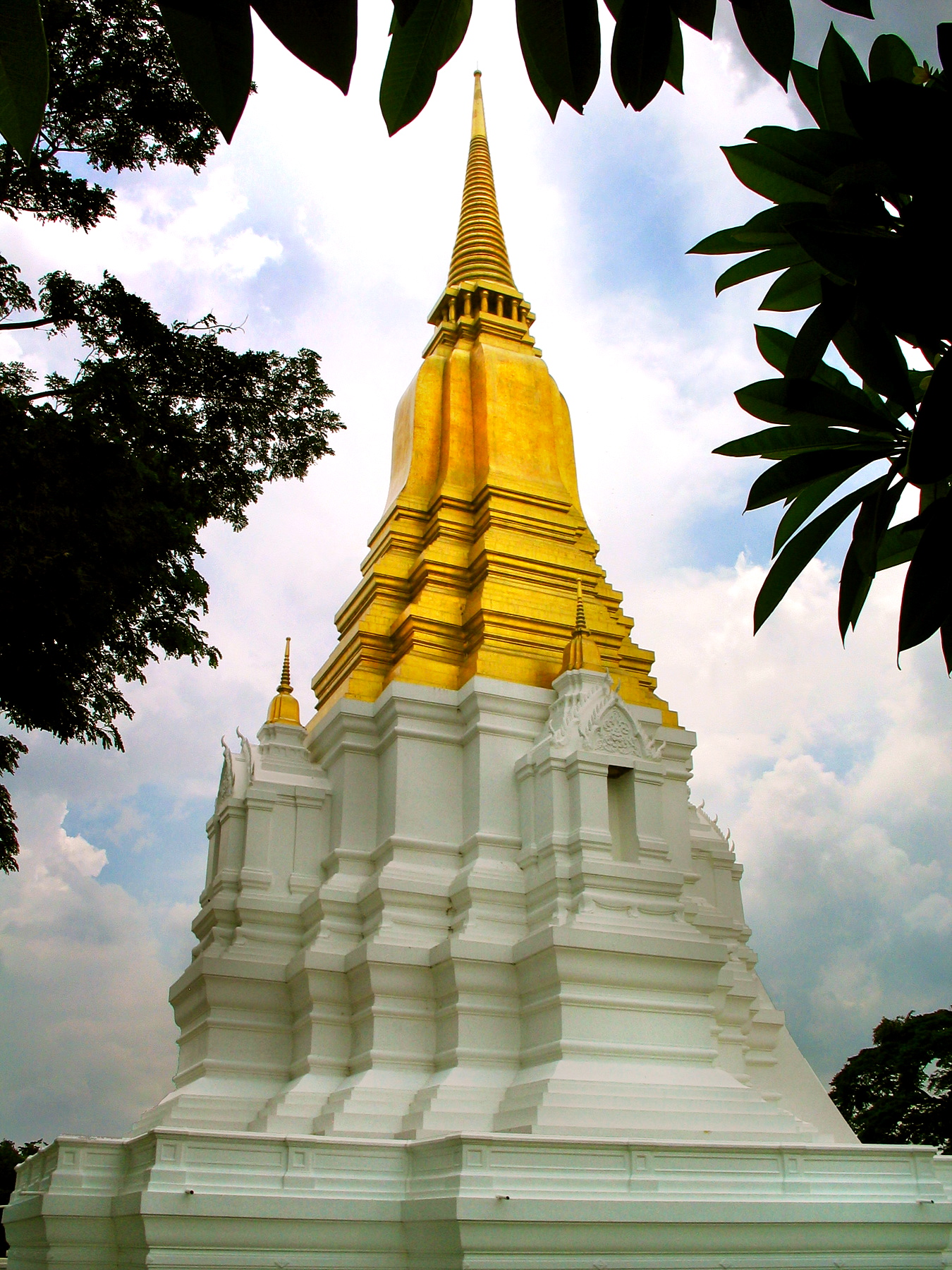
Phra Chedi Sisuriyothai

## Đời sống
Suriyothai đã kết hôn với Hoàng tử Tien khi ông được nhiếp chính dưới sự cai trị của Vua Yodfa. Với mong muốn trung thành với Suriothai, hoàng tử Tien bước vào một tu viện để tránh sự tiếp cận của nữ hoàng Sri Sudachan.:38
Suriyothai là nữ hoàng trong thời kỳ đầu của triều đại của vua Maha Chakkraphat (2091-2106 kỷ nguyên Phật giáo, với một triều đại 2111-2112 B.E.). Trong năm 1548 AD, chỉ sáu tháng vào triều vua Maha Chakkraphat của, vua của Miến Điện xâm chiếm Siamwith ý định sa thải thủ đô chính, Ayutthaya.

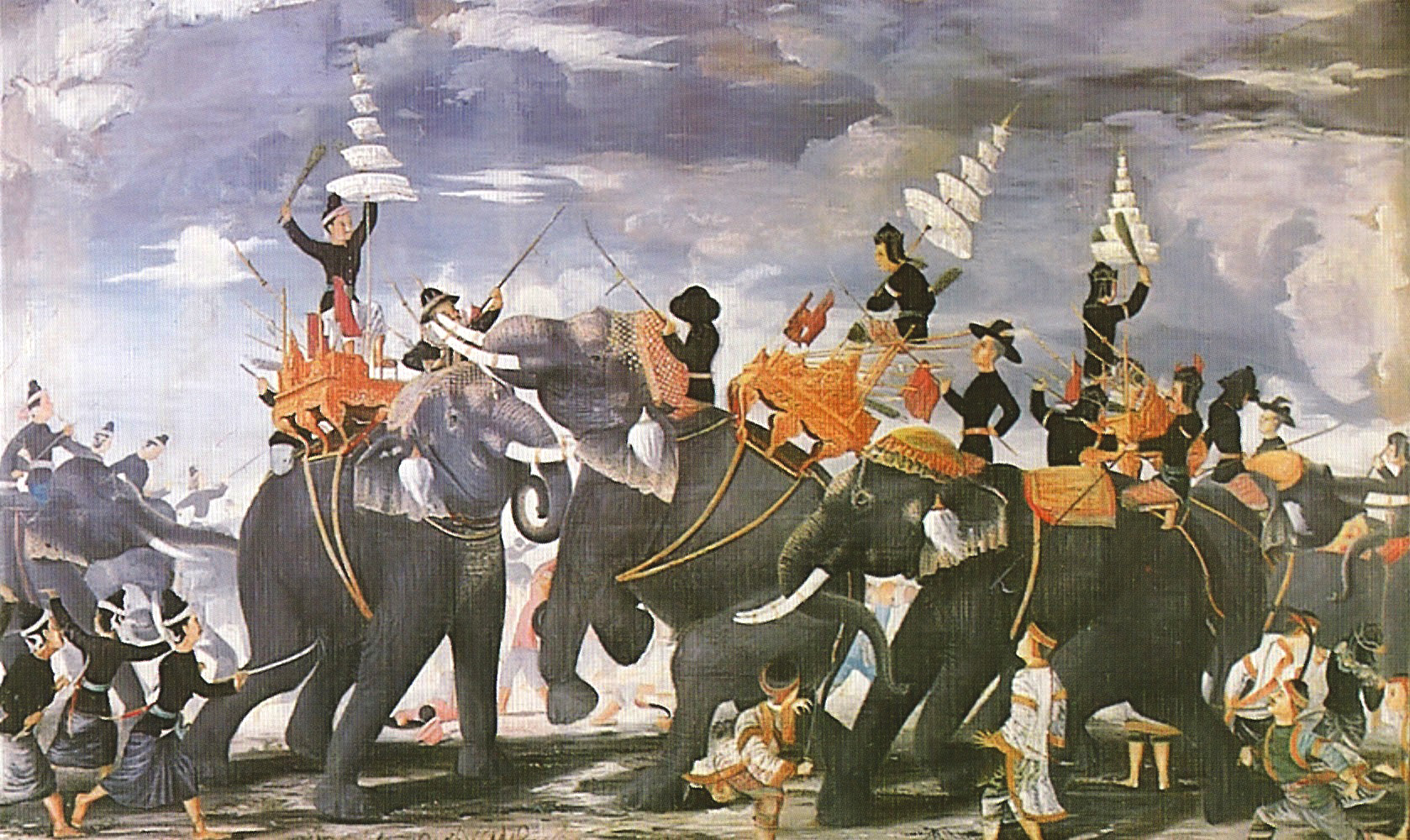
Painting by Prince Narisara Nuvadtivongs, depicting Queen Suriyothai (center) on her elephant putting herself between King Maha Chakkraphat (right) and the Viceroy of Prome (left).

Cuộc xâm lược ban đầu gặp chút kháng cự, là lực lượng Miến Điện là quá lớn cho các đồn nhỏ xung quanh biên giới. Sau khi nghe các cuộc xâm lược Miến Điện , Maha Chakkraphat huy động vương quốc của mình, sau đó tập hợp lực lượng của mình ở Suphanburi, một thị trấn ở phía tây của Ayutthaya. Khi Tabinshwehti và quân đội của mình đến thị trấn tường bao quanh của Kanchanaburi, họ tìm thấy nó hoàn toàn vắng vẻ. vua của Miến Điện sau đó tiếp tục hành quân của mình về phía đông, bắt các làng của Ban Thuận, Kaphan Trứ và Chorakhe Sam Phan. Tabinshwehti chia quân đội của mình thành ba cột, chỉ huy đầu tiên của Bayinnaung, thứ hai bởi theViceroy của Prome và thứ ba của Yong, Thống đốc Bassein. Người Miến Điện tiếp tục tiến của họ và chiếm được thị trấn cổ xưa của Uthongas cũng như các làng Don Rakhang và Nông Sarai và đóng cửa ở trên Suphanburi. Khi người Miến Điện đã tấn công thị trấn, hậu vệ Xiêm không thể chịu được sự tấn công và rút lui về phía Ayutthaya. Tabinshwehti ra lệnh cho quân đội của mình về phía đông nam dọc theo hai kênh, và vượt qua sông Chao Phraya gần Phong Phaeng. Từ đây ông hạ trại quân đội của ông trực tiếp phía bắc thủ đô của Xiêm La Ayutthaya vào một lĩnh vực được gọi là đồng bằng Lumpli.
Maha Chakkraphat quyết định rời khỏi thủ đô với lực lượng của mình, tham gia Tabinshwehti và kiểm tra sức mạnh của Miến Điện. Nhân dịp này, ông gắn trưởng voi chiến của mình. Cùng đi với ông là Giám hoàng hậu của mình, Sri Suriyothai, và một cô con gái trẻ của họ, công chúa Boromdhilok, hai cưỡi với nhau trên một con voi chiến nhỏ hơn. Cả hai phụ nữ hoàng gia đã mặc trang phục quân đội nam (mũ bảo hiểm và áo giáp), với nữ hoàng mặc đồng phục của anUparaja. Ngoài ra đi kèm cha của họ trên thú cưỡi voi đã được hai người con trai, các Uparaja và người thừa kế rõ ràng, Hoàng tử Ramesuan, và anh trai ông là Hoàng tử Mahin.
Quân đội Xiêm dưới Maha Chakkraphat sớm gặp cột trước chỉ huy của phó vương của Prome, và hai đội quân tham gia vào trận chiến. Các chỉ huy của hai lực lượng tham gia vào single voi chiến đấu, như phong tục của thời gian. Nhưng con voi Maha Chakkraphat của sợ hãi và đã bay, sạc đi từ kẻ thù; các Viceroy nhanh chóng đã đuổi theo. Lo sợ cho cuộc sống của chồng, hoàng hậu Sri Suriyothai tính trước để đưa con voi của mình giữa nhà vua và Viceroy, do đó ngăn chặn sự theo đuổi của mình. Các phó vương sau đó tham gia Nữ hoàng trong chiến đấu đơn, bị trọng bóc cô từ vai đến trái tim với mũi giáo của mình, cũng làm bị thương con gái cả của bà mẹ và trẻ em gặp cái chết của họ trên lưng của con voi cùng. Người ta nói rằng Viceroy không biết ông đã chiến đấu một người phụ nữ cho đến khi cú đánh của mình tấn-khi cô ngã xuống chết mũ bảo hiểm của mình đã tắt, để lộ mái tóc dài của mình. Các biên niên sử Miến Điện tuy nhiên không đề cập đến bất kỳ trường hợp chiến đấu duy nhất (trên voi lưng hay cách khác) của phó vương của Prome.
Hoàng tử Ramesuan và hoàng tử Mahin sau đó kêu gọi những con voi về phía trước để chống lại các Viceroy, đẩy ông ta và các lực lượng còn lại của mình từ lĩnh vực này, sau đó tiến hành các cơ quan của mẹ và em gái của họ trở về Ayutthaya. Nhà vua Xiêm La trong khi đó tăng quân đội của ông, và rút lui trong trật tự trở lại đối với thủ đô.

## Trẻ
- Phra Ramesuan - Upparat, bị bắt và chuộc năm 1549, thực hiện như tù nhân năm 1564, đã chết như một chỉ huy của quân đội Miến Điện năm 1564.
- Phra Mahin - sau King Mahinthrathirat.
- Phra Sawatdirat - đã trở thành vợ của Maha Thammaracha, sau đó Nữ hoàng Wisutkasat, mẹ của vua Naresuan, vua Ekathotsarot và công chúa Suphankanlaya.
- Phra Boromdilok - chết bên cạnh mẹ của mình trong trận chiến.
- Phra Thepkassatri - cô dâu là vua Setthathirath của Lan Xang, bị bắt cóc và đưa đến Miến Điện

## Di sản
Một đài tưởng niệm Bảo tháp vương hậu Suriyothai, Phra Chedi Sisuriyothai, được xây dựng bởi vua Maha Chakkraphat trong danh dự của cô. Các Bảo tháp được đặt tại Wat Suanluang Sopsawan tại các ngân hàng của Chao Phraya, phía tây nam của Wang Luang (Royal Palace). Ngoài ra còn có một công viên tưởng niệm để bên ngoài của Ayutthaya cô, có một bức tượng lớn của nữ hoàng cưỡi một con voi chiến tranh.
Năm 2001, một Thái Bộ phim kể về cuộc sống của cô,  The Legend of Suriyothai , đã được phát hành. Bộ phim được đạo diễn bởi M.C. Chatrichalerm Yukol của Thái Hoàng gia và tài trợ bởi hoàng hậu Sirikit.